# ガラスの部屋
ガラスの部屋（原題:Plagio）は1969年のイタリア映画。日本公開は1970年6月13日。イタリアとフランスの合作であり、フランス語版タイトルは« Un amour à trois »。

## 解説
世界的に学生運動が盛んだった1960年代末のイタリアを舞台にした青春映画であり、大学の学園闘争真っ只中にいる３人の男女の、奇妙な三角関係を描いた映画であり、レイモンド・ラブロックの出世作である。
同性愛を含む男女の三角関係を描いた青春映画である。監督のセルジオ・カポーニャは、少女の妊娠をテーマにした« Le conseguenze »（1964）や、ファシズムに心酔した少年が恋愛をきっかけにファシズムを捨てるまでを描いたヴァスコ・プラトリーニ原作の『現代の英雄』（1959）といった、社会的なテーマを持つ青春映画を発表し続けてきた。本作もまたカポーニャ監督の社会意識を反映しており、時代を先取りした感覚で若者の同性愛を描いている。
監督のセルジオ・カポーニャは1964年の« Le conseguenze »（1964）で高く評価されていた。この映画は少女の妊娠を扱ったシリアスな青春映画だったが、時代を先取りしすぎていたため批評家からの好評にも関わらず興行的には成功しなかった。前作から5年ぶりの映画となる本作において、カポーニャは同性愛というテーマを真摯に扱った。芸術的な完成度の高さは評価されたが、前作同様に時代を先取りしすぎたことと、わいせつを理由にした検察からの上映妨害もあり、イタリア本国においては長らく正当な評価を得られなかった。
同性愛を含む三角関係というテーマは当時のイタリア映画では流行しており、ジュゼッペ・パトローニ・グリッフィ監督の『ある夕食のテーブル』（1968）、マウロ・セヴェリーノ監督« Vergogna, schifosi!... »（1969）、ルイジ・ペトリーニ監督« Così, così... più forte »（1970）などが同時期に公開された。作品の芸術性では『ある夕食のテーブル』の評価が傑出しているが、同性愛というテーマをもっとも真摯に描いていたのは『ガラスの部屋』である。
本作の演出スタイルとしてはクロード・ルルーシュからの影響が顕著である。ルルーシュの出世作『男と女』（1966）で効果的に使用されていた「パートカラー」（場面毎にカラーとモノクロとを使い分ける）の手法を本作でも取り入れている。
プロデューサーのジュリアーナ・スカッピーノはカポーニャ監督夫人である。助監督のジョルジョ・マリウッツォは脚本家として知られており、後にルチオ・フルチ監督の『ビヨンド』（1980）、『墓地裏の家』（1981）、『怒霊界エニグマ』（1987）などの脚本執筆に参加した。美術と衣裳を担当したフランコ・ボッターリはカポーニャ監督の前作« Le conseguenze »及び、次作« Diario di un italiano »（1973）でも組んでいる。イタリア映画の美術デザイナーとして著名なボッターリは前年にアントニオ・マルゲリーティ監督のジャッロ« Nude... si muore »（1968）で脚本家デビューしており、後に映画監督にも進出している。

## サウンドトラックについて
音楽にはグスタフ・マーラーの「交響曲第5番」第4楽章「アダージェット」を使用している。本作の公開後にはルキーノ・ヴィスコンティ監督の『ベニスに死す』（1971）でも同曲が使用され、マーラー・ブームを起こした。奇しくも『ガラスの部屋』『ベニスに死す』ともに男性の同性愛をテーマにしていることと、物語が同性愛者の死で終わることが共通しているが、ヴィスコンティが公の場で『ガラスの部屋』について言及したことは確認されていない。
マーラーの音楽の他に、イタリアで人気があった歌手によるポピュラー音楽をサウンドトラックとして使用している。こうした音楽の使い方は後に『アメリカン・グラフィティ』（1973）以降から一般的になるが、その点でも本作は時代を先取りしていたと言える。

## 劇中歌
劇中歌で使用された楽曲の中でも、とくにペピーノ・ガリアルディの歌う« Che vuole questa musica stasera »は哀愁のあるメロディが人気を集め、ヒット曲となった。
この歌は本来、1967年の「バラの音楽祭」（Il festival delle rose）出場曲としてリリースされた曲であり、ガリアルディとともに女性歌手パット・スタークが同音楽祭で歌っている。レコードには作曲家としてはガエターノ・アメンドラの名がクレジットされている。編曲家として、初版レコードではジャンニ・マルケッティの名が表記されているが、後年に再発されたレコードやCDではステルヴィオ・チプリアーニの名が表記されている（編曲はまったく同じである）。発売から翌年の1968年にはオスカル・ブラッツィ監督の『紅ばらがひらく夜』（1968）の主題歌としてオープニング曲に使用された。そしてその翌年、本作『ガラスの部屋』に流用されたことで更なる知名度を得た。
その後もヴァレリオ・ズルリーニ監督の『高校教師』（1971）、ディーノ・リージ監督の『女の芳香』（1975）、ガイ・リッチー監督の『コードネーム U.N.C.L.E.』（2015）、レナート・デ・マリア監督の『ザ・ルースレス/とあるマフィアの転落人生』（2019）などのサウンドトラックに流用されている。日本では『ヒロシです･･･』のお笑い芸人のヒロシのネタの時に使用され「ヒロシのテーマ」として有名になった。

## イタリア公開時の検閲について
1969年4月、イタリアの映倫から3つのシーンのカットを命じられた。製作側はこれを受け入れた上で、成人映画指定によりイタリアで劇場公開が開始された。1969年8月、ローディの検察によってわいせつを理由に上映が禁止されフィルムが押収される。しかしその後リミニの検察が上映再開の許可を出したことから再び劇場での公開が続けられた。

## スタッフ
- 監督：セルジオ・カポーニャ
- 原案・脚本：セルジオ・カポーニャ
- 製作：ジュリアーナ・スカッピーノ
- 撮影：アントニオ・ピアッツァ
- 美術・衣裳：フランコ・ボッターリ
- メイクアップ：ロッサノ・カポリッチ
- 助監督：ジョルジョ・マリウッツォ
- 音楽：グスタフ・マーラー他

## キャスト
※括弧内は日本語吹替（初回放送1979年5月10日『木曜洋画劇場』）
- グイド：レイモンド・ラブロック（田中秀幸）
- アンジェラ：ミタ・メディチ（岡本茉莉）
- マッシモ：アラン・ヌーリー（石丸博也）
- エデラ：コゼッタ・グレコ

## サウンドトラック
- グスタフ・マーラー作曲「交響曲第5番」第4楽章「アダージェット」
- « Che vuole questa musica stasera »（歌：ペピーノ・ガリアルディ）
- « Morning », « I've Lost You »（歌：ジョニー・ダヴィル）
- « In fondo al viale », « Laura dei giorni andati »（歌：ジェンス）
- « Perché... perché... »（歌：アリーネ）

## ソフト化
ジェットリンクより､2012年3月21日にDVDが発売された｡　規格品番:PCBE-53556 日本語吹替付。